# Cieszyny (województwo kujawsko-pomorskie)
Cieszyny – wieś w Polsce położona w województwie kujawsko-pomorskim, w powiecie golubsko-dobrzyńskim, w gminie Golub-Dobrzyń.

## Podział administracyjny
W latach 1975–1998 miejscowość administracyjnie należała do województwa toruńskiego.

## Demografia
Według Narodowego Spisu Powszechnego (III 2011 r.) wieś liczyła 391 mieszkańców. Jest trzynastą co do wielkości miejscowością gminy Golub-Dobrzyń.